# Amnesiac
Amnesiac este al cincilea album al trupei britanice Radiohead, lansat pe 4 iunie 2001 în Marea Britanie și pe 5 iunie în Statele Unite și Canada; a debutat pe primul loc în topurile muzicale din Marea Britanie și pe locul al doilea în cele americane. Considerat cel mai îndepărtat de stilul timpuriu al formației, în Amnesiac se simte totuși o contribuție mai mare a chitarelor decât în predecesorul său direct, Kid A. De pe album s-au lansat și câteva single-uri, care au avut un succes modest. Asemenea lui Kid A, Amnesiac sintetizează influențe din muzica electronică, sunetele elctronice și muzica ambientală.

## Lista pieselor
- Toate piesele sunt compuse de Radiohead.

1. "Packt Like Sardines in a Crushd Tin Box" – 4:00
2. "Pyramid Song" – 4:49
3. "Pulk/Pull Revolving Doors" – 4:07
4. "You And Whose Army?" – 3:11
5. "I Might Be Wrong" – 4:54
6. "Knives Out" – 4:15
7. "Morning Bell / Amnesiac" – 3:14
8. "Dollars and Cents" – 4:52
9. "Hunting Bears" – 2:01
10. "Like Spinning Plates" – 3:57
11. "Life in a Glasshouse" – 4:34